# 绢果柳
绢果柳（学名：Salix sericocarpa）为杨柳科柳属的植物。分布在伊朗、巴基斯坦、阿富汗以及中国大陆的西藏、云南等地，生长于海拔4,000米的地区，多生在山沟边，目前尚未由人工引种栽培。

## 异名
- Salix rehderiana Schneid. var. lasiogyna C. Wang et P. Y. Fu